# Ferreirúa (Lugo)
Ferreirúa (llamada oficialmente San Martiño da Ferreirúa) es una parroquia española del municipio de Puebla del Brollón, en la provincia de Lugo, Galicia.

## Otras denominaciones
La parroquia también es conocida por el nombre de San Martiño de Ferreirúa.

## Geografía
Se encuentra en la zona norte del municipio de Puebla del Brollón. El terreno es bastante escarpado en el este, alrededor del monte Mioteira (829 m), y bastante más llano en el oeste, junto a los cursos de los ríos Cabe y Picarrexo.
Limita con las parroquias de Óutara por el norte, Canedo por el noroeste, San Pedro de Incio por el nordeste, Ferreiros por el sur y este, y Freituxe, Pino y Veiga por el oeste.
| Noroeste: Canedo                | Norte: Óutara  | Noreste: San Pedro de Incio (Incio) |
| Oeste: Freituxe (Bóveda) y Pino |                | Este: Ferreiros                     |
| Suroeste: Veiga                 | Sur: Ferreiros | Sureste: Ferreiros                  |

## Organización territorial
La parroquia está formada por siete entidades de población, constando cuatro de ellas en el nomenclátor del Instituto Nacional de Estadística español:
- Barxa (A Barxa)
- Corral (O Corral)
- Ferreirúa de Baixo (A Ferreirúa de Abaixo)
- Marcón
- Pacios de Veiga
- Pumar (O Pumar)
- Valladolid (Valdolide)

## Demografía
| Gráfica de evolución demográfica de Ferreirúa entre 2000 y 2020 |
|                                                                 |
| Datos según el nomenclátor publicado por el INE.                |

## Patrimonio
- Iglesia de San Martiño.
- Iglesia de Santa Eufemia en Pacios de Veiga.
- Casa Grande de Marcón.
- Colegio Cristo Rei.
- Casa da Torre.
- Área Recreativa As Veigas.
- Molino de A Corredoira.

## Deporte

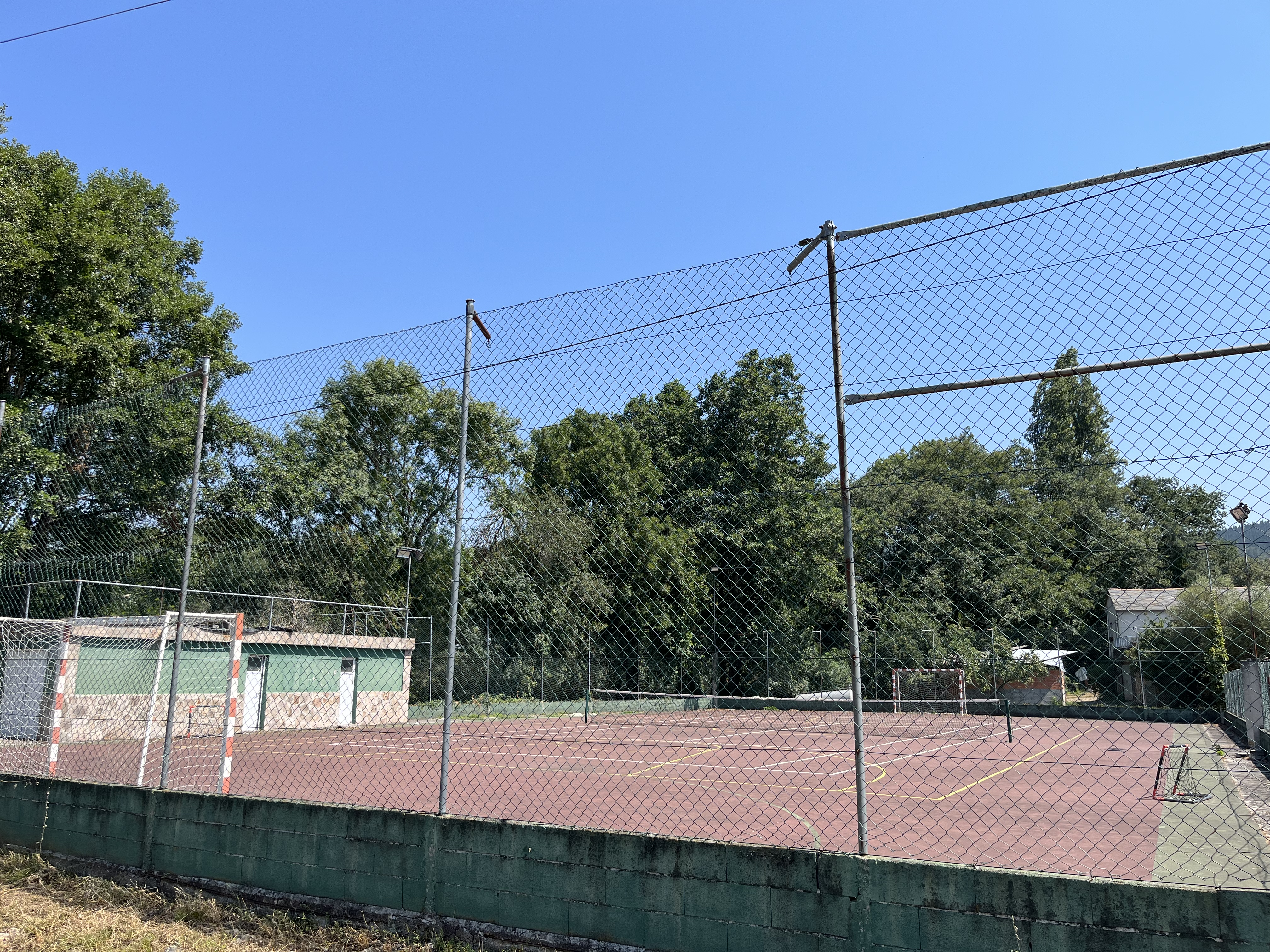
Pista polideportiva de Ferreirúa

Anualmente se celebra en el mes de mayo el Medio Maratón de Ferreirúa, que cuenta con cientos de participantes.[cita requerida]
También hay en la parroquia una pista polideportiva.

## Festividades
- Fiestas parroquiales en honor a san Antonio, el primer fin de semana después de la Semana Santa.
- Virgen de los Remedios, el 8 de septiembre.
- San Froilán, en Pacios de Veiga, en el mes de octubre.